# Frank Armi
Frank Armi (ur. 12 października 1918 w Portland, zm. 28 listopada 1992 w Hanford) – amerykański kierowca wyścigów Indianapolis 500 w latach 1951, 1953–1954, zaliczanych do klasyfikacji Formuły 1. Jeździł w bolidzie zespołów Kurtis Kraft i Bardazon. Wystartował w 3 wyścigach.